# Carnegie Museum of Art din Pittsburgh

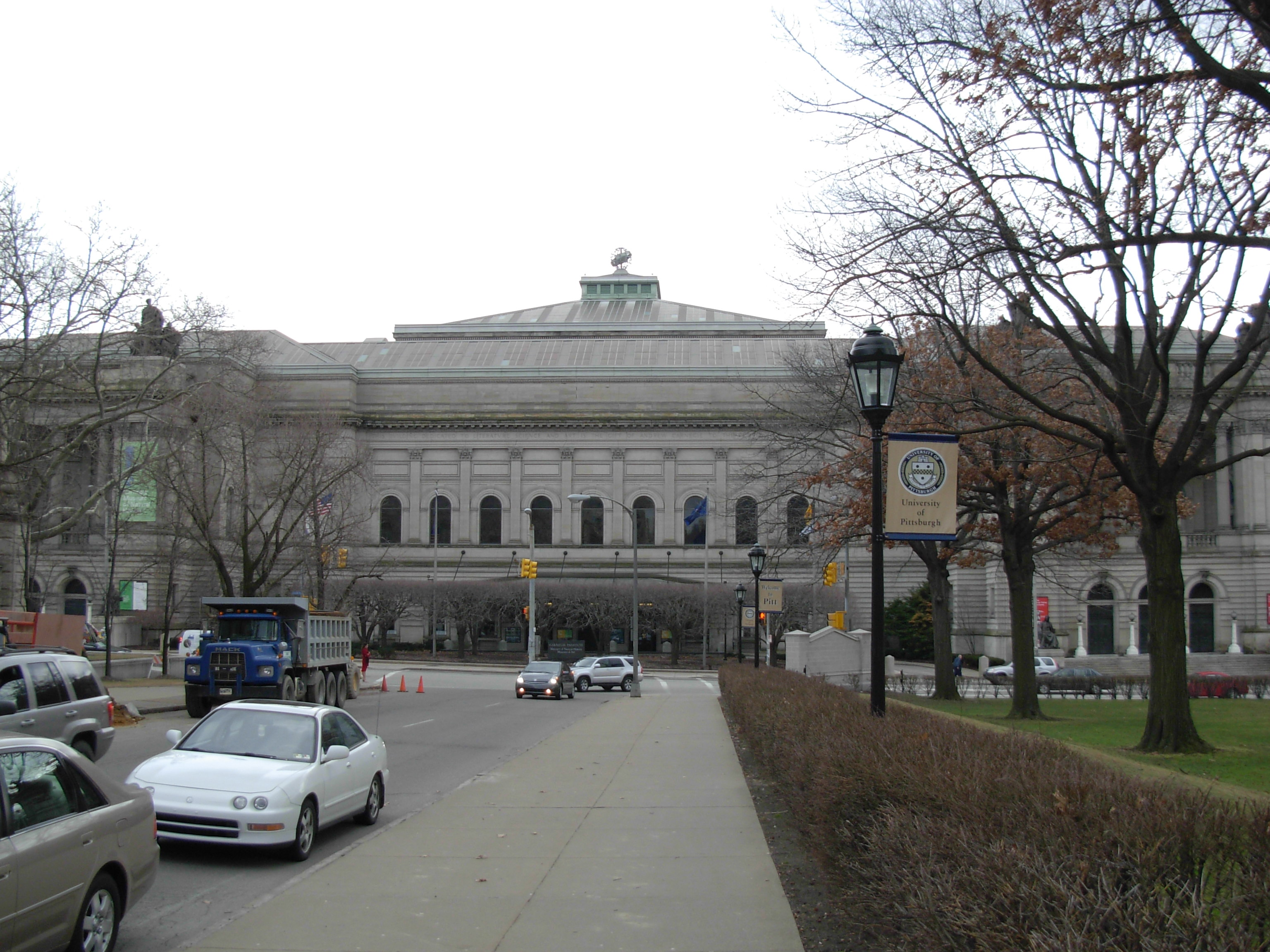
Muzeul „Carnegie” din Pittsburgh, de Iatorie Naturală

Carnegie Museum of Art, situat la adresa 4400 Forbes Avenue în orașul Pittsburgh, Pennsylvania, Statele Unite ale Americii, este un meuzeu de artă antică, modernă și contemporană. Muzeul a fost fondat pe baza unei donații inițiale consistente a magnatului american Andrew Carnegie. 
Muzeul expune opere ale pictorilor: Pierre Bonnard, Georges Braque, Paul Cézanne, Edgar Degas, Fernand Léger, Paul Klee, Henri Matisse, Piet Mondrian, Claude Monet, Pablo Picasso, Camille Pissarro, Jackson Pollock, Pierre-Auguste Renoir, Vincent Van Gogh și alții.

## Sediul
Clădirea muzeului a fost construită în 1895 și, în decursul anilor, a suferit mai multe extinderi și amplificări.
În 1907 au fost construite „Hall of Architecture” și „Hall of Sculpture”, care sunt, de fapt, două saloane care sunt inspirate din cele ale muzeului Alicarnasso și din camera interioară a Partenonului.

## Istoria
Numele muzeului provine de la numele lui Andrew Carnegie, marele magnat al oțelului întrucât el este cel care a fondat în 1895 „Carnegie Institute”, o organizație non-profit cu scopul de a promova educația și creșterea nivelului cultural al populației din Pittsburgh. 
Mai târziu, această organizație a cunoscut o schimbare de nume devenind "The Carnegie Museum of Pittsburgh", și sub această denumire se reunesc diferite instituții culturale:
- Carnegie Museum of Natural History, care păstrează o colecție excepțională de schelete de dinozauri;
- Andy Warhol Museum, cel mai mare muzeu din lume dedicat unui singur artist;
- Carnegie Library of Pittsburgh;
- Carnegie Science Center;
- Carnegie Music Hall.

În plus, acest muzeu conține „Heinz Architectural Center”, sectorul care se ocupă de arhitectură și design, adunând desene, schițe, obiecte și modele, și de fotografii de arhitectură de la începuturile existenței fotografiei până astăzi. 

## Capodopere găzduite

### Pierre Bonnard
- Nud la baie cu cățelușul (1941-1946)

### Edgar Degas
- Henri Rouart înaintea locuinței sale (circa 1875)